# Abbasidkalifatet
Abbasidkalifatet var ett historiskt rike styrt av abbasiderna (arabiska: الخلافة العباسية, al-‘abbāsīyūn) som var en kalifdynasti i Bagdad mellan åren 750 och 1258. En fortsättning på dynastin baserad i mamlukernas huvudstad Kairo gjorde 1261–1517 fortsatt anspråk på andlig överhöghet men saknade världslig makt.
År 750 tog abbasidernas ledare Abu al-Abbas as-Saffah makten från umayyaderna och blev deras förste kalif. Kalifatets huvudstad flyttades från Damaskus till Kufa och därefter 762 till Bagdad, efter att Bagdad grundats samma år av efterföljaren kalifen Abu Jafar al-Mansur.
Den mongoliska erövringen av kalifatets huvudstad 1258 utgjorde slutet på det ursprungliga kalifatets era.

## Historia
Under 740-talet började missnöjet med umayyaderna växa i kalifatet och detta utnyttjades av abbasiderna som spelade på att de var ättlingar till Muhammed. Efter att en abbasidisk imam fängslats av umayyaderna och dött i fängelse utbröt militära strider. Det avgörande slaget vid Zab 750, där abbasiderna segrade. Direkt efter maktövertagandet skickade Abu al-Abbas as-Saffah ut sina styrkor till Nordafrika och Centralasien, där de slogs mot och besegrade kinesiska styrkor vid Slaget vid Talas. År 756 skickade kalifen Al-Mansur något över 4 000 arabiska legosoldater till Kina för att bistå Tangdynastin under An Lushan-upproret mot upprorsmakaren. De arabiska legosoldaterna stannade sedan kvar i Kina. Detta ledde senare till att kalifen Harun al-Rashid kunde sluta en allians med Tang-dynastin i Kina.
Abbasiderna hade vid maktövertagandet ett stort stöd av araber men också av de så kallade mawali, icke-araber. Före abbasidernas maktövertag hade gruppen mawali ansetts vara ”andra klassens medborgare” och uteslutits ur det arabiska samhället. När termen mawali uppkom åsyftade den oftast på ”bokens folk”, kristna och judar, men med tiden kom även andra religiösa grupper att omfattas av begreppet. Dessa och andra grupper, som till exempel perser, stärktes under abbasiderna. Inget direkt intresse för att få dem att konvertera till islam fanns, då man även kunde ta in skatt från icke-muslimer (dhimmisystemet). Dock uppstod en konflikt med vissa arabiska grupperingar och även med shiamuslimer. Dessa hade stött abbasiderna i revolutionerna, men när abbasiderna väl hade tagit makten tillämpade de en strikt sunniislam och förkastade shiiterna. Detta ledde till ett flertal konflikter som kulminerade i ett blodigt uppror i Mecka år 786. Många shiiter flydde och en självständig berbersk stat grundades i nordafrika år 801.
I mitten av 800-talet lämnade kalifen al-Mu'tasim Bagdad och byggde en ny huvudstad, Samarra, på Tigris högra strand. Samarra övergavs efter bara några decennier men fick stor kulturell betydelse genom sin arkitektur, konst och ornamentik. I Samarra byggdes den islamiska världens största moské vilken utmärkte sig genom sin spiralformade minaret.
Det abbasidiska styret påbörjade en omfattande hadith-insamling och påstod sig vara sanna muslimer, till skillnad från umayyaderna som tidigare styrt. Dessa framhölls som suputer och dåliga muslimer. Man genomförde även en centralisering av riket. En ny grupp uppstod i samhället, nämligen ulama (i singular alim). Ulama är religiöst lärda som tolkar Koranen och andra källor och ger rättsliga råd.
En konflikt uppstod mellan två sätt att basera rätten. Det traditionella ahl al-ray, ”egna åsiktens folk”, som ansåg att den lokala seden och domarens (qadi) egen åsikt skulle styra. Detta stod emot Ahl al-hadith ”hadithernas folk”, hit hörde ’ulama och andra som ville basera rätten på Koranen och haditherna. En framstående person vid denna tid var Al-Shafi'i (d. 820) som tillskrivs systematiseringen av den islamiska religiösa rätten. Här anses finnas stora likheter med den judiska rätten och Al-Shafi’i var emot Ahl al-ray; han ville se en islamisering av rätten.

### Mongolerna
En mongolisk här under Hülegü Khan belägrade och förstörde Bagdad år 1258 varefter man lät slå ihjäl kalifen Al-Musta'sim. Abbasiderna flydde därefter till Egypten. Detta utgjorde slutet på det ursprungliga kalifatet. 
Kalifens höga andliga värdighet, imamatet, betraktades dock fortfarande som ärftligt inom abbasidernas ätt. Den mäktige mamluksultanen i Egypten ansåg det vara till stor fördel och prestige för sin dynasti att hos sig uppta och som kalif erkänna en av de abbasidiska flyktingar som undkommit blodbadet i Bagdad. På så sätt uppstod vid sidan av det mamlukiska sultanatet i Kairo ett slags abbasidiskt skuggkalifat. Abbasiderna fortsatte från 1261 besitta kalifvärdigheten ända till osmanernas fängslande av den siste kalifen Al-Mutawakkil III år 1517. Då tillföll titeln kalif den osmanske sultanen Selim I i Konstantinopel.

## Kultur
Abbasiderna påbörjade under början av 800-talet omfattande översättningar av grekiska texter under kalifen al-Mamun i Bagdad. Man började nu intressera sig för bland annat medicin, matematik, teologi och filosofi.

### Litteratur

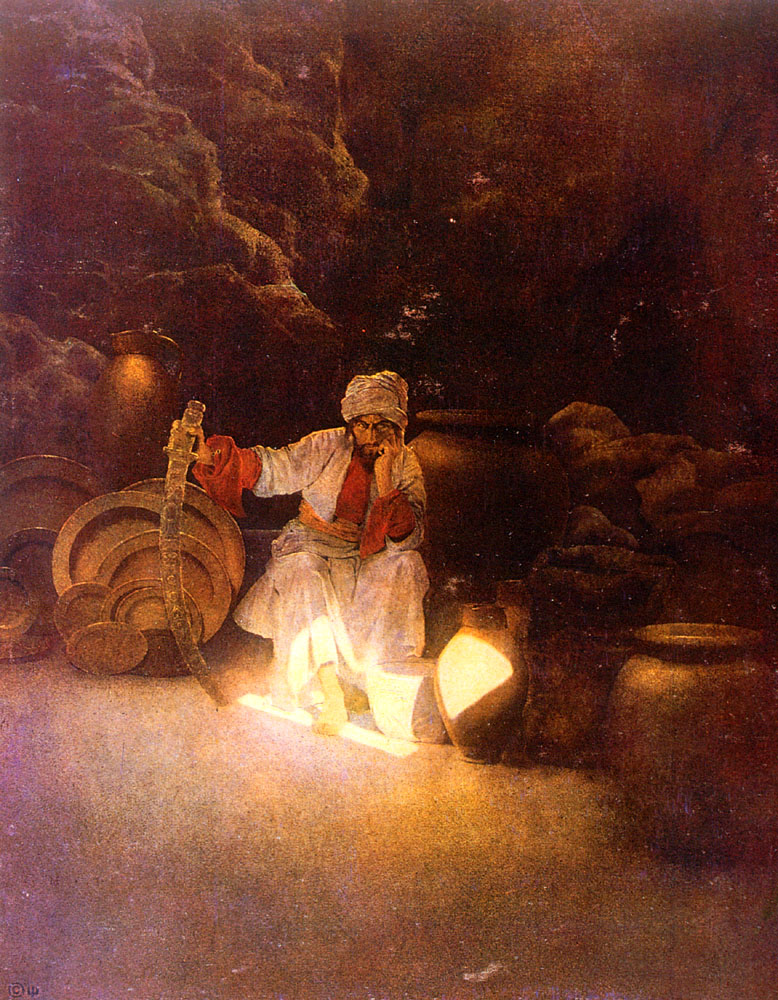
Ali Baba, målning av Maxfield Parrish

### Vetenskap
Stort fokus låg till en början på astronomi och alkemi, men senare kom även andra vetenskapsområden att utvecklas. Under Harun al-Rashids styre (786–809) blomstrade vetenskapen, vilket delvis berodde på att det styrande skiktet inte längre ignorerade icke-muslimer och deras kunskaper. Harun al-Rashids son Al-Mamun , vars mor var perser, uttryckte det så här:
”Persernas rike bestod i tusen år och de behövde inte oss araber för en dag. Vi har styrt över dem i en eller två århundraden men klarar oss inte en timme utan dem.”

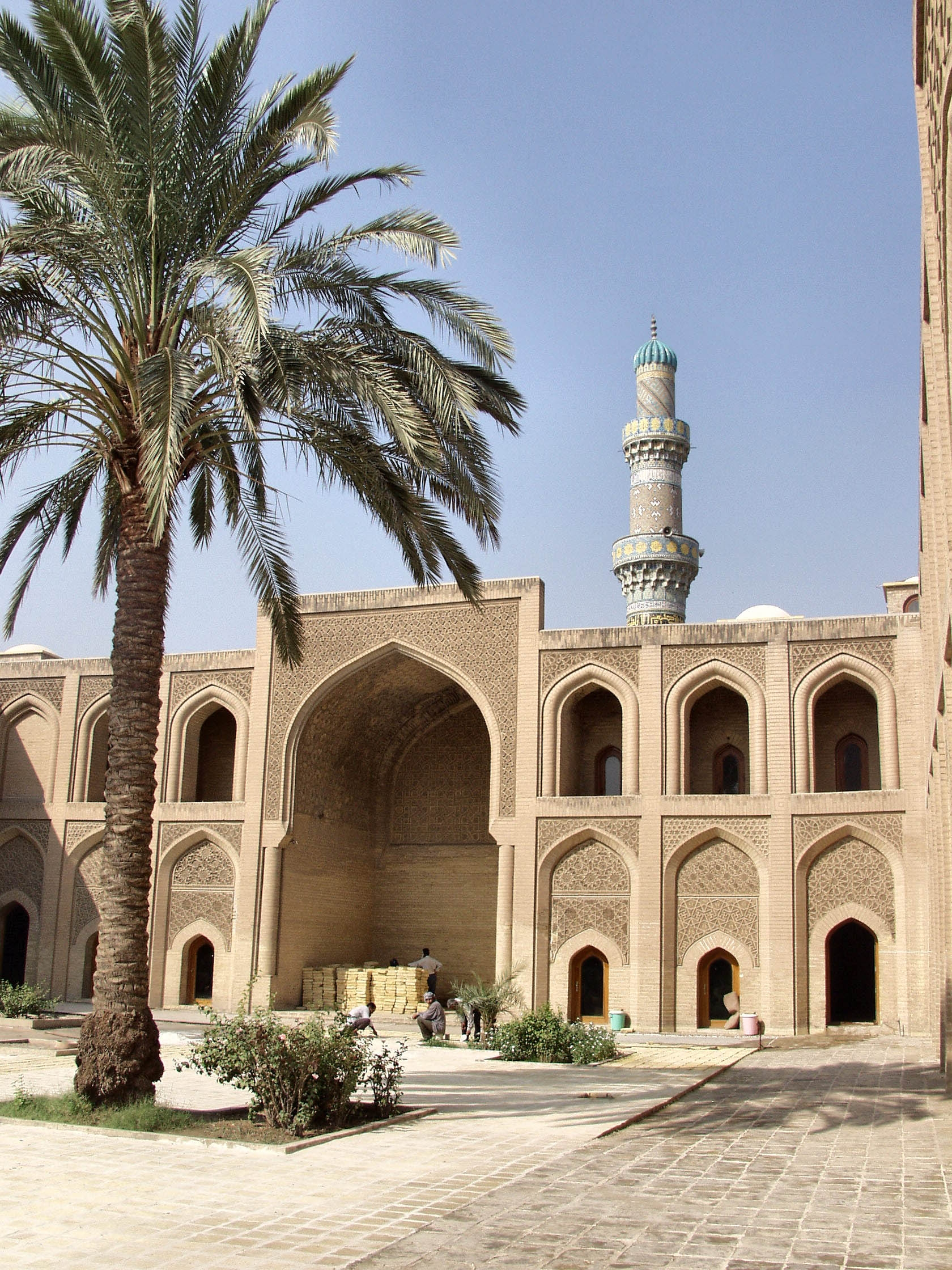
Mustansiriyauniversitetet i Bagdad, grundat 1227.

Algebra var ett ämne som vann stora framsteg under perioden genom den persiske matematikern och astronomen Muhammad ibn Musa al-Khwarizmi. Faktum är att vi fått termen algebra genom en av hans böcker om ämnet, Kitab al-Jabr wa-l-Muqabala. al-Khwarizmi anses således vara fadern till algebra, men det är omstritt då det finns de som hävdar att den grekiske matematikern Diofantos är det. Det var också al-Khwarizmi som införde det hinduistiska räknesättet och de arabiska siffrorna.
Medicin var ett annat vetenskapligt område där stora framsteg gjordes under abbasidernas styre. På 1000-talet fanns det i Bagdad 800 läkare. Man gjorde stora framsteg i förståelsen av den mänskliga anatomin och sjukdomar. Man kunde nu kliniskt skilja på mässling och smittkoppor. Den berömde persiske vetenskapsmannen och läkaren Ibn Sina (mer känd i Väst som Avicenna) producerade flera avhandlingar och andra verk där han sammanfattade den stora mängd kunskap som arabiska vetenskapsmän hade samlat på sig, och han blev väldigt inflytelserik genom flera av de encyklopedier han skrev. Europeiska läkare och vetenskapsmän under renässansen hämtade mycket inspiration och kunskap härifrån.
Alkemin var ett område där europeiska alkemister influerades stort, bland annat av Abu Musa Jābir ibn Hayyān. Flera kemiska processer, till exempel destillation, utvecklades för praktisk användning och spreds sedan till Europa.
Astronomin utvecklades mycket av Al-Battani, som gjorde det möjligt att göra noggrannare mätningar av precession hos jordens axel. Det gjordes också en tidig distinktion mellan astrologi och astronomi, först genom Al-Biruni på 1000-talet men senare även av Ibn al-Haytham, Ibn Sina och Averroës. Många arabiska astronomiska termer lever kvar, som till exempel asimut.

### Filosofi
Muslimsk filosofi började utvecklas under 600-talet, då filosofin främst rörde sig kring teologiska spörsmål. Dock fanns det muslimska filosofer som behandlade frågor som inte var lika knutna till religion.